# Eric Gerets
Eric Gerets (Rekem, 18 mei 1954) is een Belgisch voormalig profvoetballer en voetbaltrainer.
Hij speelde steevast als rechtsachter, maar hij stond ook bekend om zijn verre inworpen, een aanvallende kwaliteit. Gerets begon zijn voetbalcarrière als amateur bij de club van zijn geboortedorp. Hij won de trofee de Gouden Schoen in 1982. De combinatie van zijn strijdlust, zijn baard en donkere manen leverde hem de bijnaam De Leeuw (van Rekem) op.

## Loopbaan als speler

### Standard Luik

#### Beginjaren
Eric Gerets leerde voetballen in zijn geboortedorp Rekem. Op 17-jarige leeftijd maakte hij de overstap naar toenmalig kampioen Standard Luik. In zijn eerste seizoen kwam hij aanvankelijk niet vaak aan spelen toe. De jonge Gerets stond in de schaduw van kleppers als Wilfried Van Moer, Christian Piot, Nico Dewalque, Jean Thissen en Leon Semmeling. Hij kreeg van trainer René Hauss pas op het einde van het seizoen zijn eerste speelminuten. Op 16 april 1972 viel Gerets tegen FC Diest in voor Sylvester Takac.
In het seizoen 1972/73 bereikte Gerets, op dat ogenblik nog geen titularis, met Standard Luik de bekerfinale. Hij mocht van trainer Vlatko Markovic in de basis starten, maar zag hoe concurrent RSC Anderlecht met 2-1 won. Een seizoen later brak Gerets volledig door. Hij verdrong de toen 29-jarige Jacques Beurlet uit het eerste elftal en werd de vaste rechtsachter van de Rouches. Veel prijzen veroverde hij met Standard Luik  niet. In de jaren 70 werden de Rouches meermaals derde in de competitie, telkens na Club Brugge en Anderlecht. In 1975 werd Gerets voor het eerst opgeroepen voor de nationale ploeg.

#### Succesjaren
Begin jaren 80 nam een nieuwe generatie het roer over bij Standard Luik. Eerst werd succescoach Ernst Happel aangenomen, later haalde de club Raymond Goethals terug naar België. Spelers als Arie Haan, Guy Vandersmissen, Michel Preud'homme, Walter Meeuws, Jos Daerden en Simon Tahamata werden de nieuwe uitblinkers. Gerets zelf was als aanvoerder de leider van het team. In 1980 werd Standard Luik vicekampioen, een jaar later veroverde het de beker.
In 1982 werd Standard Luik kampioen door op de laatste speeldag te winnen van Waterschei SV Thor. Enkele dagen later namen de Rouches het in de finale van de Europacup II op tegen FC Barcelona. De Spanjaarden wonnen in eigen huis met 2-1. In 1983 sleepte Standard Luik een tweede landstitel op rij in de wacht en mocht Gerets de Gouden Schoen in ontvangst nemen.

### AC Milan
Gerets, die al enkele jaren aasde op een transfer naar het buitenland, mocht in 1983 van Roger Petit, de sterke man van Standard Luik , naar het Italiaanse AC Milan. In diezelfde zomer trok Ludo Coeck van Anderlecht naar Internazionale. In Milaan trokken de twee regelmatig met elkaar op. Gerets speelde regelmatig bij de Italiaanse topclub tot de Bellemansaffaire uitbrak.

#### Bellemansaffaire
In 1984 startte Guy Bellemans een onderzoek naar zwart geld in het Belgisch voetbal. De onderzoeksrechter ontdekte in de boekhouding van Standard een paar verdachte geldtransacties uit het seizoen 1981/82. Hij arresteerde trainer Goethals en de spelers van Standard, waarvan er enkele op training waren met de nationale ploeg. Onder meer Gerets en Preud'homme werden tijdens de voorbereiding op de oefeninterland tegen West-Duitsland door de BOB opgepakt.
Na lange, nachtelijke ondervragingen gaven de spelers toe dat ze de spelers van Waterschei in 1982 hadden omgekocht. Ze hadden dit gedaan op aandringen van Goethals, die schrik had dat de titel hun zou ontglippen als ze de spelers van Waterschei niet zouden omkopen. Goethals en alle betrokken spelers werden vervolgens door de KBVB voor lange tijd geschorst. Gerets kreeg een schorsing van 1 jaar. Zijn schorsing gold alleen voor de Belgische competitie.

### MVV en PSV
Na zijn schorsing vond Gerets onderdak bij MVV. De toen 30-jarige rechtsachter speelde een half seizoen voor de Nederlandse club. In 1985 maakte hij de overstap naar het PSV van trainer Jan Reker. Hij werd er een ploegmaat van onder meer Ruud Gullit, René van der Gijp, Frank Arnesen, Huub Stevens en Willy van de Kerkhof, en later ook van de Braziliaanse stervoetballer Romário. In 1986 werd Gerets meteen kampioen met PSV. Na het vertrek van Ruud Gullit in 1987, werd hij ook de vaste aanvoerder van PSV. De aanvoerdersband leverde hij in 1990 zelf weer in omdat "hij knelde". Zijn opvolger als aanvoerder was Gerald Vanenburg.
Een jaar later nam Hans Kraay sr. het roer over van Reker, maar hij werd al snel vervangen door assistent Guus Hiddink. Onder Hiddink won PSV drie keer op rij de dubbel. Opmerkelijk was dat Gerets in een bekerfinale tegen Roda JC twee keer scoorde in één wedstrijd, iets wat hij in zijn gehele carrière niet meer zou evenaren. In 1988 bereikte PSV ook de finale van de Europacup I. De club uit Eindhoven nam het in Stuttgart op tegen het Portugese Benfica. Na 120 minuten stond het nog steeds 0-0. PSV won uiteindelijk na strafschoppen. Gerets mocht als aanvoerder de Europacup als eerste in de hoogte steken. Hij was de eerste Belg die de Europacup I won en zou toen die overging in de Champions League de enige blijken. Gerets was tot 2023 de enige Belg die de treble in het voetbal als speler heeft gewonnen, maar werd in dat jaar vergezeld door Kevin De Bruyne die de treble won met Manchester City. In 1990 werd Bobby Robson aangesteld als de opvolger van Hiddink. Onder Robson werd PSV twee keer op rij kampioen.
In 1992 zette Gerets, inmiddels 38 jaar, een punt achter zijn loopbaan als speler. In zijn laatste wedstrijd, tegen De Graafschap, mocht hij van zijn ploegmaten een strafschop nemen. Na 60 minuten kreeg een geëmotioneerde Gerets een applausvervanging.
In de jaren daarna zou Gerets regelmatig worden geëerd als een echt clubicoon ("PSV-speler van de eeuw" (1999), "Beste PSV-team ooit"(2014), "PSV Walk of Fame" (2024).

## Statistieken
| Seizoen | Club          | Competitie    | Competitie | Competitie |
| Seizoen | Club          | Competitie    | Wed.       | Dlp.       |
| ------- | ------------- | ------------- | ---------- | ---------- |
| 1971/72 | Standard Luik | Eerste klasse | 1          | 0          |
| 1972/73 | Standard Luik | Eerste klasse | 7          | 0          |
| 1973/74 | Standard Luik | Eerste klasse | 30         | 1          |
| 1974/75 | Standard Luik | Eerste klasse | 37         | 5          |
| 1975/76 | Standard Luik | Eerste klasse | 34         | 6          |
| 1976/77 | Standard Luik | Eerste klasse | 31         | 1          |
| 1977/78 | Standard Luik | Eerste klasse | 25         | 0          |
| 1978/79 | Standard Luik | Eerste klasse | 33         | 3          |
| 1979/80 | Standard Luik | Eerste klasse | 27         | 3          |
| 1980/81 | Standard Luik | Eerste klasse | 29         | 0          |
| 1981/82 | Standard Luik | Eerste klasse | 31         | 2          |
| 1982/83 | Standard Luik | Eerste klasse | 33         | 2          |
| 1983/84 | AC Milan      | Serie A       | 13         | 1          |
| 1984/85 | MVV           | Eredivisie    | 12         | 0          |
| 1985/86 | PSV           | Eredivisie    | 29         | 0          |
| 1986/87 | PSV           | Eredivisie    | 30         | 1          |
| 1987/88 | PSV           | Eredivisie    | 30         | 4          |
| 1988/89 | PSV           | Eredivisie    | 31         | 1          |
| 1989/90 | PSV           | Eredivisie    | 33         | 1          |
| 1990/91 | PSV           | Eredivisie    | 24         | 0          |
| 1991/92 | PSV           | Eredivisie    | 23         | 1          |
| Totaal  | Totaal        | Totaal        | 543        | 32         |

## Nationale ploeg

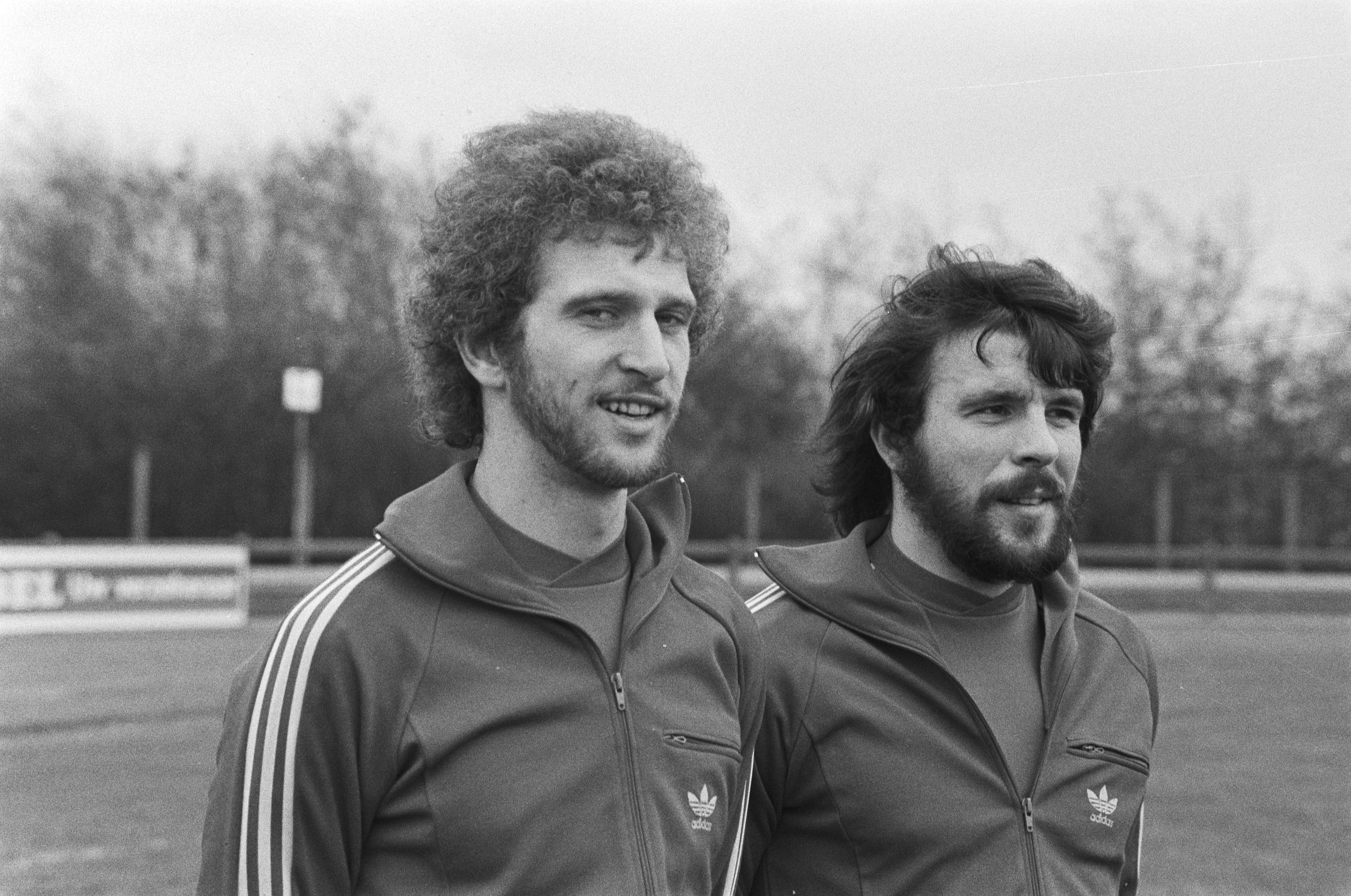
Ludo Coeck en Eric Gerets (rechts) bij de nationale ploeg (1980).

Onder leiding van bondscoach Raymond Goethals maakte Gerets op 27 september 1975 zijn debuut als Rode Duivel in de EK-kwalificatiewedstrijd tegen de DDR (1-2). Ook onder bondscoach Guy Thys bleef Gerets jarenlang de onbetwiste rechtsachter. In 1980 plaatste hij zich met België voor het EK in Italië. De Rode Duivels verloren in de finale met 2-1 van West-Duitsland.
Gerets was er ook bij op het WK 1982 in Spanje. Op dat toernooi won België tijdens de openingswedstrijd verrassend met 1-0 van titelverdediger Argentinië. In de wedstrijd tegen Hongarije kwam Gerets in botsing met doelman Jean-Marie Pfaff. Gerets had een hersenschudding en werd vervangen door Gerard Plessers. Pfaff kon wel verder. Toen Gerets na de wedstrijd een ambulance wou nemen, was het voertuig al met Pfaff naar het ziekenhuis vertrokken. In het ziekenhuis deelde een zo goed als ongedeerde Pfaff handtekeningen uit. Zowel de spelersgroep als de bondscoach nam Pfaff het voorval kwalijk. De doelman viel uit het elftal en werd vervangen door Theo Custers. Toen die vervolgens blunderde tegen Polen, werd derde doelman Jacky Munaron onder de lat geplaatst.

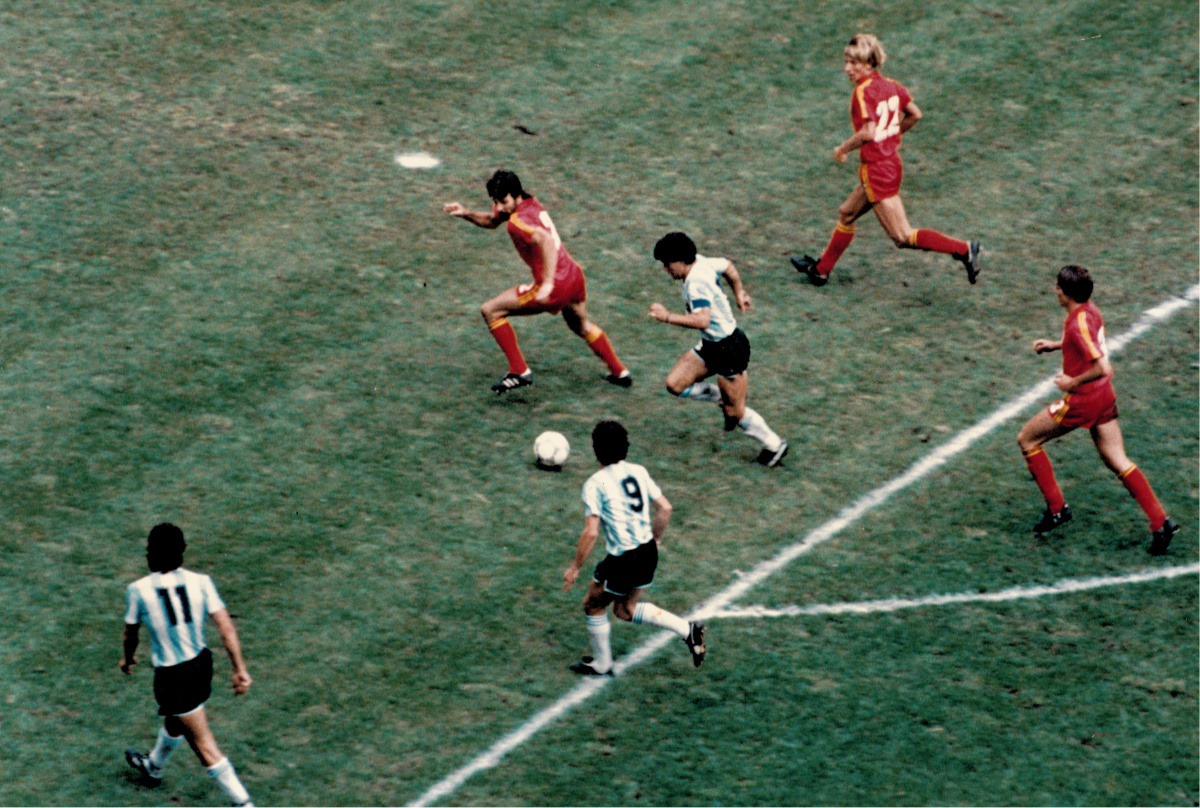
Diego Maradona aan de bal met Eric Gerets die hem tracht af te stoppen.
Argentinië-België, halve finale WK 1986

Door schorsing miste Gerets het EK in Frankrijk, maar in 1986 was hij er opnieuw bij op het wereldkampioenschap in Mexico. De Belgen schakelden Oranje uit in de barragewedstrijden voor het WK en bereikten op het toernooi zelf de halve finale. Tijdens de beslissende wedstrijd tegen Nederland verstuurde Gerets de voorzet richting Georges Grün, die met het hoofd kon scoren. België sloot het succesvolle WK uiteindelijk af als vierde.
In 1990 trok de 36-jarige Gerets ook naar het WK in Italië. Het werd zijn laatste grote toernooi. De Rode Duivels werden in de tweede ronde uitgeschakeld door een laat doelpunt van de Engelsman David Platt. In de lente van 1991 nam Gerets afscheid van de nationale ploeg. Hij speelde in totaal 86 interlands waarin hij tweemaal scoorde.

## Loopbaan als trainer

### RFC de Liège
In 1992 volgde Gerets zijn ex-trainer Robert Waseige op bij RFC de Liège. De Luikse eersteklasser vertoefde in financiële moeilijkheden en streed in die periode om het behoud. Gerets kreeg in het Stade Vélodrome spelers als Lei Clijsters, Bernard Wegria, Victor Ikpeba en Eric Deflandre onder zijn hoede.

### Lierse SK
Na twee seizoenen stapte Gerets over naar Lierse SK. In de loop der jaren werkte hij bij Lierse SK samen met onder meer Eddy Snelders, Kjetil Rekdal, David Brocken, Eric Van Meir, Philip Haagdoren, Bob Peeters, Stanley Menzo en Nico Van Kerckhoven. Het team dat in 1994 nog veertiende werd in de competitie loodste Gerets twee keer op rij naar een knappe vijfde plaats. In het seizoen 1996/97 verraste Lierse SK heel België door voor het eerst sinds 1960 kampioen te worden. De club plaatste zich zo voor de Champions League. Gerets werd in 1997 ook uitgeroepen tot Belgisch Trainer van het jaar.

### Club Brugge
Na het onverhoopte succesjaar kon Lierse Gerets niet meer houden. De Limburgse trainer trok naar vicekampioen Club Brugge en veroverde er in het seizoen 1997/98 zijn tweede landstitel op rij. Gerets beschikte bij blauw-zwart over een ervaren elftal met spelers als Lorenzo Staelens, de Limburgers Gert Claessens en Vital Borkelmans, Dany Verlinden, Gert Verheyen en Franky Van der Elst, aangevuld met jonge talenten als Nordin Jbari, Eric Addo, Olivier De Cock en Khalilou Fadiga. Club Brugge bereikte in 1998 ook de bekerfinale, maar verloor daarin met 4-0 van Racing Genk. Gerets werd in 1998 voor de tweede keer op rij verkozen tot Trainer van het jaar. In zijn tweede seizoen streed Gerets met Club Brugge tot op de laatste speeldag om de titel, maar uiteindelijk werd Genk kampioen met twee punten voorsprong op Club Brugge.

### PSV
In de zomer van 1999 stapte Gerets over naar PSV. Al gedurende zijn tweede jaar in Brugge was het een publiek geheim dat PSV zijn volgende club zou worden. In 1999 werd hij door de supporters van de club uitgeroepen tot PSV'er van de eeuw. Gerets werkte in Nederland samen met Luc Nilis, Ruud van Nistelrooij, Mark van Bommel, André Ooijer en Ronald Waterreus. Eric Addo maakte net als Gerets de overstap van Club Brugge naar PSV. In 2000 en 2001 behaalde hij het landskampioenschap met PSV. In 2002 moest hij AFC Ajax voor laten gaan en eindigde hij op de tweede plaats. In de winterstop van zijn derde seizoen keerde een groep spelers, waaronder Van Bommel en Waterreus, zich tegen de trainer. Na ingrijpen van voorzitter Harry van Raaij werd de coup de kop ingedrukt en kreeg Gerets zelfs een contract voor onbepaalde tijd aangeboden. Tijdens een oefentrip naar China aan het einde van het seizoen werd Gerets na een serie gesprekken met Van Raaij echter de wacht aangezegd. Hij werd afgelost door zijn vroegere coach Guus Hiddink.

### Kaiserslautern en Wolfsburg
Gerets, die ooit een transfer naar FC Keulen miste, ging in de herfst van 2002 bij FC Kaiserslautern aan de slag, werd er een goed jaar later ontslagen, maar kon meteen weer bij VfL Wolfsburg terecht. In 2004/05 voerde die club wekenlang de Bundesliga aan. Uiteindelijk strandde Wolfsburg op de negende plaats en leidde een conflict met manager Thomas Strunz tot zijn vertrek.

### Galatasaray
De Limburger kon via de grote poort bij Standard terugkeren, maar koos voor een nieuw buitenlands contract bij het Turkse Galatasaray. In Istanboel volgde hij Gheorghe Hagi als coach op en werd er kampioen in het seizoen 2005/06. In het seizoen erna wist hij de Turkse club niet door de groepsfase van de Champions League te loodsen en in de competitie eindigde de club teleurstellend op de derde plaats, waarmee slechts een UEFA Cup ticket werd bemachtigd. Gerets werd daarop ontslagen.

### Marseille
Op 25 september 2007 tekende Gerets bij het Franse Olympique Marseille, waar hij Albert Emon opvolgde als trainer. Marseille verkeerde op dat moment in de onderste regionen van de rangschikking, maar het lukte Gerets om op de laatste speeldag toch nog derde te eindigen en zo een plaats in de voorronde van de Champions League voor het seizoen 2008/09 veilig te stellen.

### Al-Hilal
Op het einde van het seizoen 2008/09 kon Gerets rekenen op de interesse van onder meer Bayern München, maar hij koos voor Al-Hilal, een ploeg uit Saoedi-Arabië die bekendstaat als het Manchester United van Azië wegens zijn uitgebreide, internationale prijzenkast. Gerets volgde bij Al-Hilal zijn landgenoot Georges Leekens op als trainer. Gerets, die zich bij Olympique Marseille niet langer gesteund voelde door eigenaar Robert Louis-Dreyfus, beweerde dat Al-Hilal hem vooral aansprak doordat ze hem echt wilden hebben.
Na een half jaar trainer te zijn van Al-Hilal werd hij al landskampioen in Saoedi-Arabië. Drie speeldagen voor het einde won Gerets met zijn team met 0-2 op het veld van Al Hazm en verzekerde zich van de titel.

### Bondscoach van Marokko
In oktober 2010 tekende hij een contract als bondscoach van Marokko. In 2012 plaatste Gerets zich met Marokko voor de Afrika Cup 2012 in Gabon en Equatoriaal-Guinea. Marokko, een outsider voor de eindzege, stelde echter teleur en vloog er al in de eerste ronde uit. Vanwege de tegenvallende resultaten werd Gerets op 15 september 2012 ontslagen als bondscoach van Marokko en werd vervangen door Rachid Taoussi.

### Lekhwiya Sports Club
Op 9 oktober 2012 werd Gerets voorgesteld bij de Qatarese club Lekhwiya Sports Club. Hij tekende er een contract voor drie jaar. In maart 2014 veroverde hij de landstitel met Lekhwiya, maar nadien volgde een snelle uitschakeling in zowel de Champions League als beker. Op 13 mei 2014 werd de samenwerking met Gerets stopgezet.

### Al-Jazira Club
Op 20 mei 2014, amper een week na zijn ontslag bij Lekhwiya, werd Gerets aangesteld als trainer van Al-Jazira uit Abu Dhabi in de Verenigde Arabische Emiraten. Gerets werd er de opvolger van Walter Zenga. Eerder hadden Walter Meeuws en Frank Vercauteren al bij deze club gewerkt. Al-Jazira eindigde in het seizoen 2014/15 als tweede op negen punten van kampioen Al Ain, de beste prestatie sinds de landstitel uit 2011. Desondanks werd Gerets in juni 2015 ontslagen.

### Pensioen
Gerets ging in mei 2015 met pensioen als clubcoach. Hij gaf wel al te kennen nog beschikbaar te zijn voor de nationale ploeg.

## Privéleven
Zijn zoon Johan was ook profvoetballer.
In 2012 kreeg Gerets een hersenbloeding in Qatar toen hij er trainer was van Lekhwiya Sports Club. Hij hield er evenwichtsstoornissen aan over. In 2018 trouwde hij een tweede keer.

## Palmares

### Als speler
| Competitie                    |               |                                                      |               |               |
| Competitie                    | Aantal        | Jaren                                                |               |               |
| Standard Luik                 | Standard Luik | Standard Luik                                        | Standard Luik | Standard Luik |
| ----------------------------- | ------------- | ---------------------------------------------------- | ------------- | ------------- |
| Internationaal                |               |                                                      |               |               |
| Intertoto Cup (groepswinnaar) | 2x            | 1980, 1982                                           |               |               |
| Nationaal                     |               |                                                      |               |               |
| Eerste klasse                 | 2x            | 1981/82, 1982/83                                     |               |               |
| Beker van België              | 1x            | 1980/81                                              |               |               |
| Belgische Supercup            | 1x            | 1981                                                 |               |               |
| Ligabeker                     | 1x            | 1975                                                 |               |               |
| PSV                           |               |                                                      |               |               |
| Internationaal                |               |                                                      |               |               |
| Europacup I                   | 1x            | 1987/88                                              |               |               |
| Nationaal                     |               |                                                      |               |               |
| Eredivisie                    | 6x            | 1985/86, 1986/87, 1987/88, 1988/89, 1990/91, 1991/92 |               |               |
| KNVB beker                    | 3x            | 1987/88, 1988/89, 1989/90                            |               |               |

| Competitie                     | Winnaar | Winnaar | Runner-up | Runner-up | Derde  | Derde  |
| Competitie                     | Aantal  | Jaren   | Aantal    | Jaren     | Aantal | Jaren  |
| België                         | België  | België  | België    | België    | België | België |
| ------------------------------ | ------- | ------- | --------- | --------- | ------ | ------ |
| Europees kampioenschap voetbal |         |         | 1x        | 1980      |        |        |

### Als trainer
| Competitie             |           |                  |           |           |
| Competitie             | Aantal    | Jaren            |           |           |
| Lierse SK              | Lierse SK | Lierse SK        | Lierse SK | Lierse SK |
| ---------------------- | --------- | ---------------- | --------- | --------- |
| Eerste klasse          | 1x        | 1996/97          |           |           |
| Club Brugge            |           |                  |           |           |
| Eerste klasse          | 1x        | 1997/98          |           |           |
| Belgische Supercup     | 1x        | 1998             |           |           |
| PSV                    |           |                  |           |           |
| Eredivisie             | 2x        | 1999/00, 2000/01 |           |           |
| Johan Cruijff Schaal   | 2x        | 2000, 2001       |           |           |
| Galatasaray            |           |                  |           |           |
| Süper Lig              | 1x        | 2005/06          |           |           |
| Al-Hilal               |           |                  |           |           |
| Saudi Premier League   | 1x        | 2009/10          |           |           |
| Saudi Crown Prince Cup | 1x        | 2010             |           |           |
| Marokko                |           |                  |           |           |
| Arab Nations Cup       | 1x        | 2012             |           |           |
| Lekhwiya               |           |                  |           |           |
| Qatari League          | 1x        | 2013/14          |           |           |
| Qatar Crown Prince Cup | 1x        | 2013             |           |           |

### Individueel
- Belgische Gouden Schoen: 1982
- Belgisch Trainer van het Jaar: 1996/97, 1997/1998